# یانینا ویکمایر
 یانینا ویکمایر (انگلیسی: Yanina Wickmayer؛ زادهٔ ۲۰ اکتبر ۱۹۸۹) یک تنیس‌باز اهل بلژیک است.